# DNAモータース
DNAモータース（DNA Motors）とは、大韓民国のオートバイメーカーの一つである。旧称はデーリムモーター（Daelim Motor、大林自動車工業、現：DLモータース）の二輪車部門である大林オートバイ（대림오토바이、Daelim Motorcycle）で、DLグループ（旧：大林（デリム）グループ）傘下。

## 概要
韓国最大手の二輪車メーカーであり、S&Tモータース（現・KRモータース）、ホンダコリアとともに韓国二輪車市場の3強をなす。
主に125cc以下の小型排気量のビジネスバイク、アメリカンバイク、スクーターの生産を行っている。
起亜産業時代の1962年から2004年まで本田技研工業（HONDA）からの技術供与を受けていただけに、外見やスペック、ネーミング（VTなど）までホンダ製のオートバイをコピーしたものが多く、2004年に提携を解消した後もホンダの車両をベースにしたモデルが多かった。しかしデーリムとホンダの提携が終了してホンダコリアが設立され、長らくデーリムとS&Tモータースの2強体制で停滞していた韓国二輪車市場にホンダコリアが食い込んで3強体制となったことで、2000年代後半以降はデーリムの独自の研究開発が活発化している。
ホンダと提携していたので、かつてはホンダ製自動車の輸入販売も行っていた。1988年にデーリムが韓国で発売したホンダ・アコードが韓国で初めて発売された日本車である。

## 歴史
1962年に韓国の起亜産業（現・起亜自動車）が日本の本田技研工業（以下、ホンダ）と提携して立ち上げた、起亜産業の始興工場が前身となる。1962年に発売された「KIA HONDA C100」(スーパーカブC100が原型)が韓国初のオートバイである。1976年に起亜の二輪車部門が分離されて起亜技研（ブランドは「KIA HONDA」）が設立される。
1981年、起亜技研が大林グループ傘下の二輪メーカー「大林工業」と合併し、「大林自動車工業」（ブランドは「DAELIM HONDA」）が誕生。その後もホンダからの技術供与は続けられた。
1990年代以前の韓国では125cc以下の実用性の高い二輪車の販売が主だったが、1990年代後半頃よりファッション性の高い大型二輪車の需要が高まってきたことから、2001年にホンダが韓国に現地法人（現在のホンダコリア）を設立し、2002年より125cc以上の大型二輪車に関してはデーリムブランドではなくホンダブランドでの販売およびアフターサービスがなされることになった。その後も125cc以下のオートバイに関してはデーリムブランドでの生産・販売がなされていたが、2004年にデーリムとホンダの技術提携を終了し、デーリムの二輪車は全て「DAELIM HONDA」ブランドから「DAELIM」ブランドに切り替わった。ちなみにホンダコリアの設立に際して、ホンダコリアの社長にはデーリムの元社長が招聘された。
デーリムの販売台数は2000年代初期に7万台を超え、絶頂期を迎えたが、長らくデーリムとS&Tモータース（現・KRモータース）の2強体制であった韓国バイク市場にホンダが加わって3強体制となったことで、販売台数が下がった。2015年度の販売台数3万6650台。
2012年の海外販売数は約8000台と、韓国国内での販売が主となっている。同年の韓国国内シェアは約51%、販売数は約4.4万台で、韓国においては名実共に二輪のトップメーカーである。
2018年に二輪車部門が大林オートバイ（대림오토바이、Daelim Motorcycle）として分離独立され、2021年にDNAモータースに改称された。同年大林自動車工業もDLモータースに改称された。

## 年表
- 1962年 - 韓国の起亜産業（現・起亜自動車）が日本の本田技研工業と技術提携し、「KIA HONDA」のブランド名で、韓国初の二輪車（KIA HONDA C100）を生産
- 1970年 - 250ccクラスの二輪車（HONDA CB250）の生産
- 1976年 - 起亜産業の二輪車部門が分離されて起亜技研が設立
- 1978年 - 大林産業（大林グループ）傘下として大林工業が建立され、同年12月に大林産業富平工場が竣工
- 1980年 - 昌原工場竣工
- 1982年4月 - 1981年2月28日に発表された「自動車工業の合理化措置」に基づいて、起亜技研と大林工業が合併して「大林自動車工業」が設立される。それに応じてブランド名が「KIA HONDA」から「DAELIM HONDA」に変わる。
- 1985年12月 - 工場一元化により、富平工場が昌原工場に移転、統合を行った。
- 1989年4月 - 自社で第1回大林スクーターレースを開催
- 1992年6月 - 大林バイク販売株式会社を合併
- 2000年2月 - 本社をソウル特別市から慶尚南道昌原市に移転
- 2004年 - 国内初の250ccクラスのエンジンを乗せたスクーター（大林プリウィン）を生産・販売。ホンダとの技術移転契約が終了（「Daelim HONDA」というブランド名は1990年代後半から使用量が減ったか、使用していないとみられ、2000年代から「Daelim Motorcycle」というブランド名を使用）
- 2009年 - 独自に開発した水冷式250cc級単気筒エンジンを乗せた二輪車（Daelim VJF250）発売
- 2012年 - 独自のロゴの制定と大林グループのロゴで独自のロゴに変更
- 2018年 - 二輪車部門が大林オートバイ（대림오토바이、Daelim Motorcycle）として分離独立。
- 2021年 - 大林オートバイはDNAモータースに、大林自動車工業はDLモータースに改称。